# 台北六福萬怡酒店
台北六福萬怡酒店（英語：Courtyard by Marriott Taipei）位於台北市南港區潤泰南港車站大樓B棟7到30樓。由六福開發和萬豪國際旗下萬怡酒店合作，共有465間客房，2015年12月15日開幕。

## 大眾運輸

### 鐵路運輸
臺灣鐵路管理局
- 南港車站

 台灣高鐵
- 南港車站

```
台北捷運
```

- 南港線：南港車站

## 外部連結
- 台北六福萬怡酒店 （页面存档备份，存于）